# Kamenný dům v Sosnové
Kamenný dům čp. 68 v Sosnové u České Lípy je unikátní stavba usedlosti z první poloviny 19. století. Objekt, který je částečně vytesaný ve skále, je zapsaný jako kulturní památka v Ústředním seznamu nemovitých kulturních památek České republiky.

## Historie
Historie Sosnové (německy Künast, mezi roky 1945 až 1948 Kynast) je doložena od 16. století první písemnou zmínkou z roku 1554. Usedlost čp. 68 vybudoval v místě opuštěného pískovcového lomu (Johann) Georg Abert v letech 1829–1830.

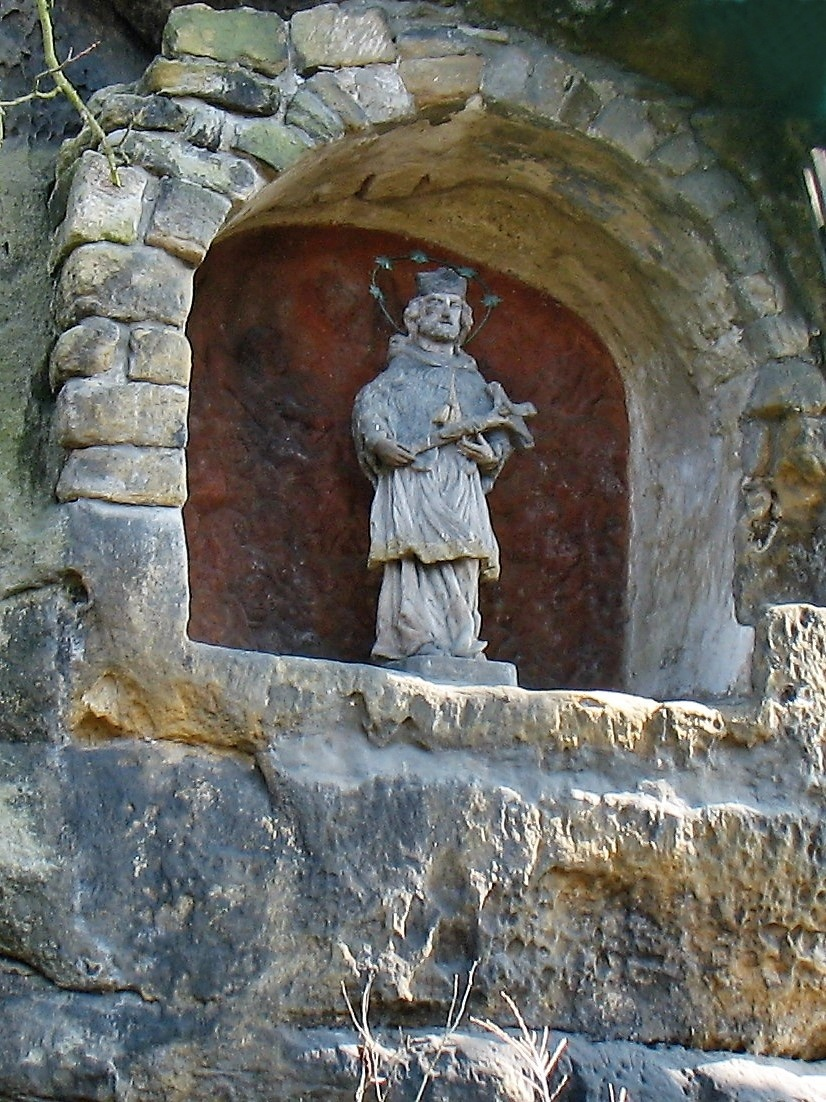
Soška sv. Jana Nepomuckého ve skalní kapličce poblíž domu

Podobně, jako v řadě jiných míst na Českolipsku, byly v tomto lomu dobývány pískovcové kvádry metodou takzvaného komorování. Ve skalním masívu tak vznikaly otevřené kaverny, oddělené ochrannými pilíři. Dvě tyto kaverny byly využity jako součást domu při stavebních úpravách mezi roky 1843 až 1856, o další dvě byl dům rozšířen během přestavby v 70. letech 19. století. Původně byla obytná část domu hrázděná, při přestavbě v letech 1843–1856 byla nahrazena kamenným zdivem a cihlami. Domu se kvůli alchymistické činnosti Georga Aberta také přezdívalo Alchymistův dům, Černý dům nebo také Faustův dům.
Až do roku 1945 převažovali v Sosnové obyvatelé německé národnosti. Po skončení druhé světové války v roce 1945 byl v kamenném domě čp. 68, a to jak v jeho obytné části, tak i ve sklepeních, internační tábor pro etnické Němce k transportům do Německa. Rodina Abertů žila v domě až do odsunu v roce 1945.
V roce 1980 byla Sosnová administrativně přičleněna k České Lípě. Od roku 1990 je opět samostatnou obcí a dům čp. 68 je v jejím vlastnictví. Po opětovném osamostatnění Sosnové byl kamenný dům vyčištěn a opraven. Rovněž byl zpracován projekt jeho dalšího využití.

## Popis
Dům má klasicistní kompozici a navzdory svému umístění na okraji vesnické zástavby působí městským dojmem. Na místě, kde byl vybudován, údajně předtím stál starší dům z 16. století. Kamenný dům je dvoupatrový, má obdélný půdorys a sedlovou střechu krytou břidlicí. V průčelí jsou čtyři okenní osy. Štít je vyzděný z pískovcových kvádrů, boky domu jsou cihlové. Do prvního patra se původně vcházelo po venkovním dřevěném schodišti. Všechny místnosti v domě mají valenou klenbu, jejich stěny jsou obezděny kvádrovým zdivem. Chodba v domě je vytesaná ve skále, v prvním patře jsou součástí domu přírodní skalní zdi.
Nedaleko domu čp. 68 se v místní části Lesná nachází památkově chráněná výklenková kaplička z počátku 19. století, vytesaná do pískovcového skalního bloku. Ve výklenku je umístěna socha svatého Jana Nepomuckého, na zadní stěně kapličky je reliéf Nejsvětější Trojice. Jedná se o ukázku barokní lidové tvorby v severočeském regionu, zapsanou v Ústředním seznamu nemovitých kulturních památek České republiky.

## Galerie

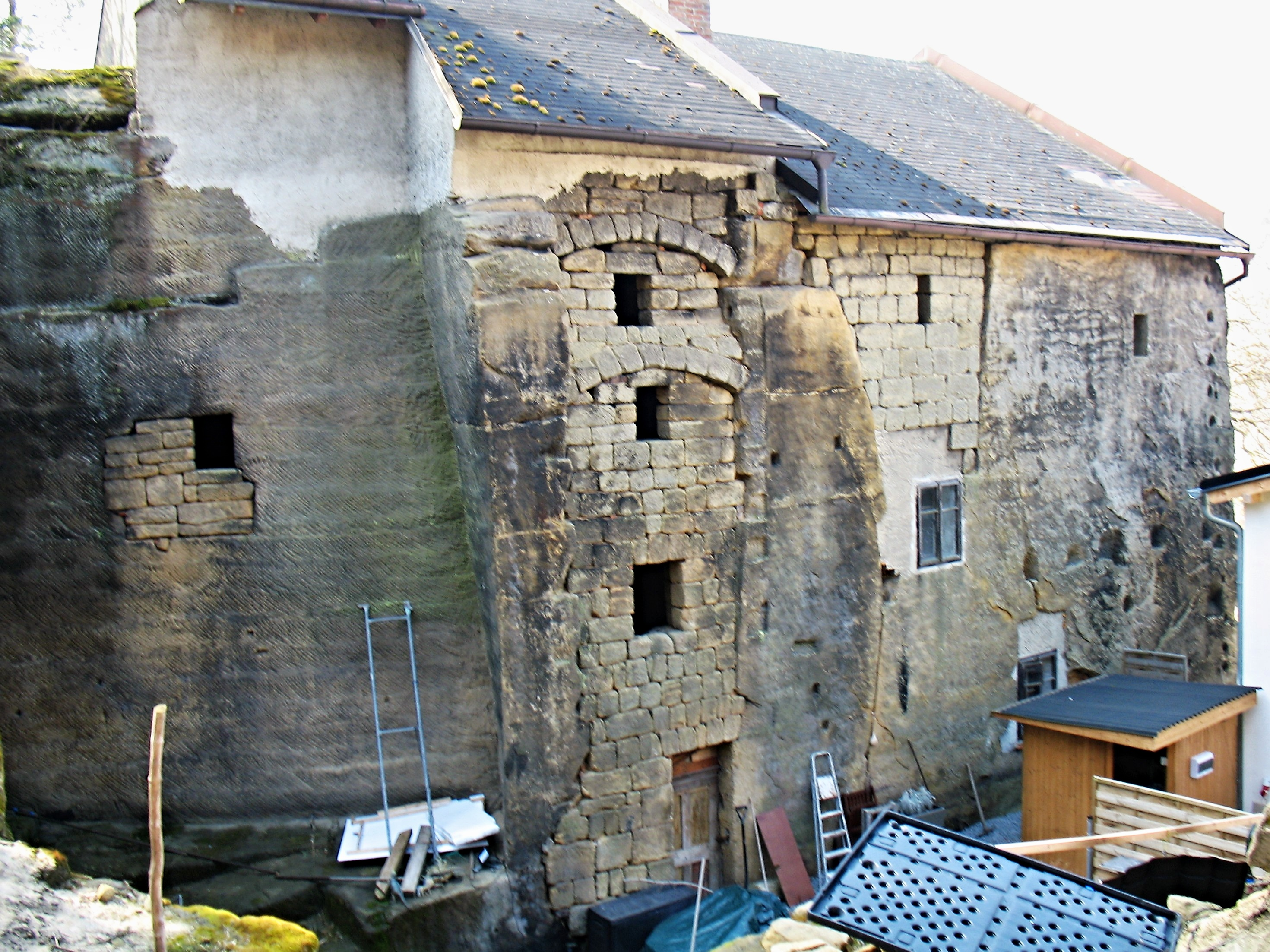
Severní strana domu
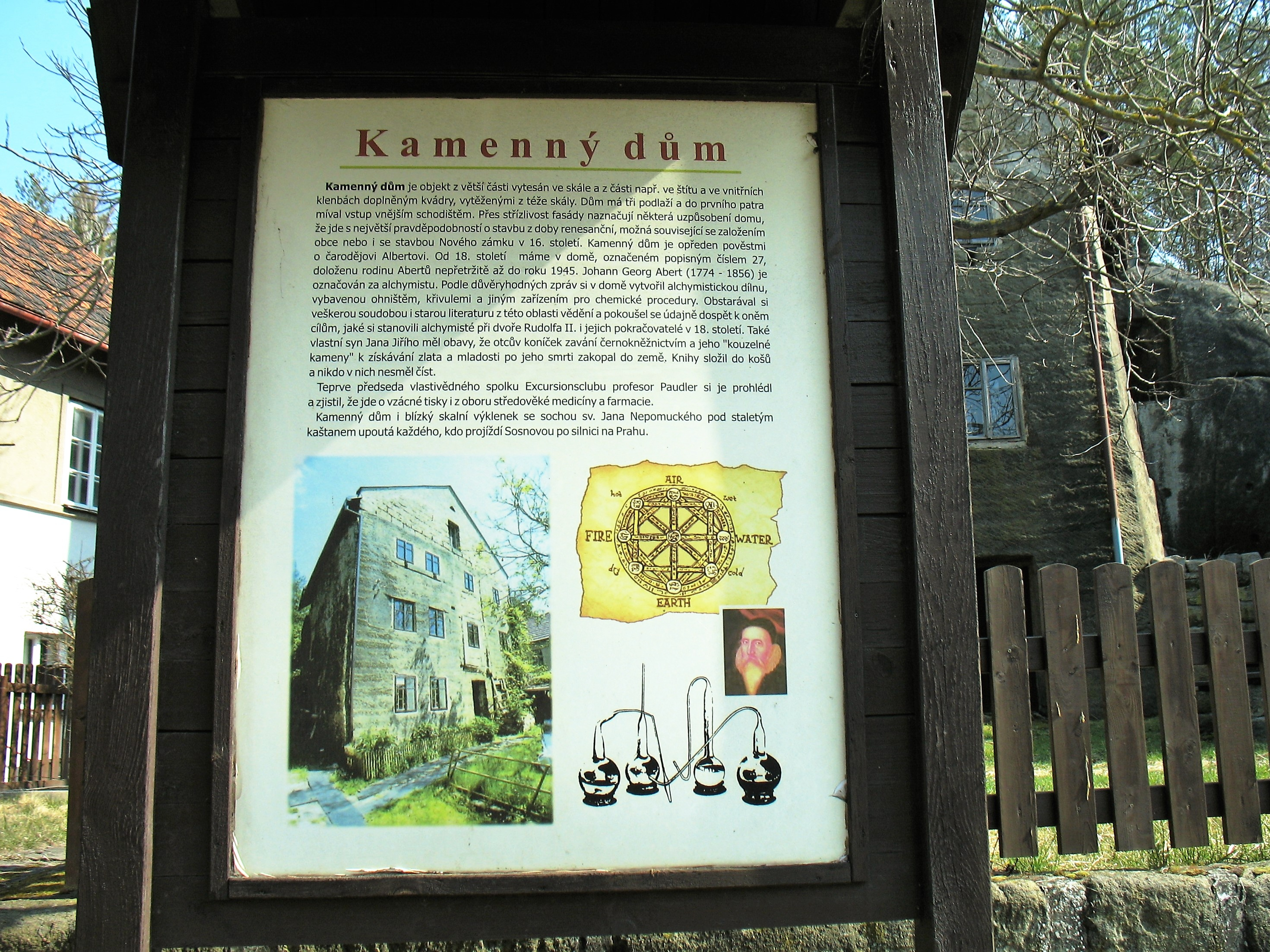
Historie kamenného domu
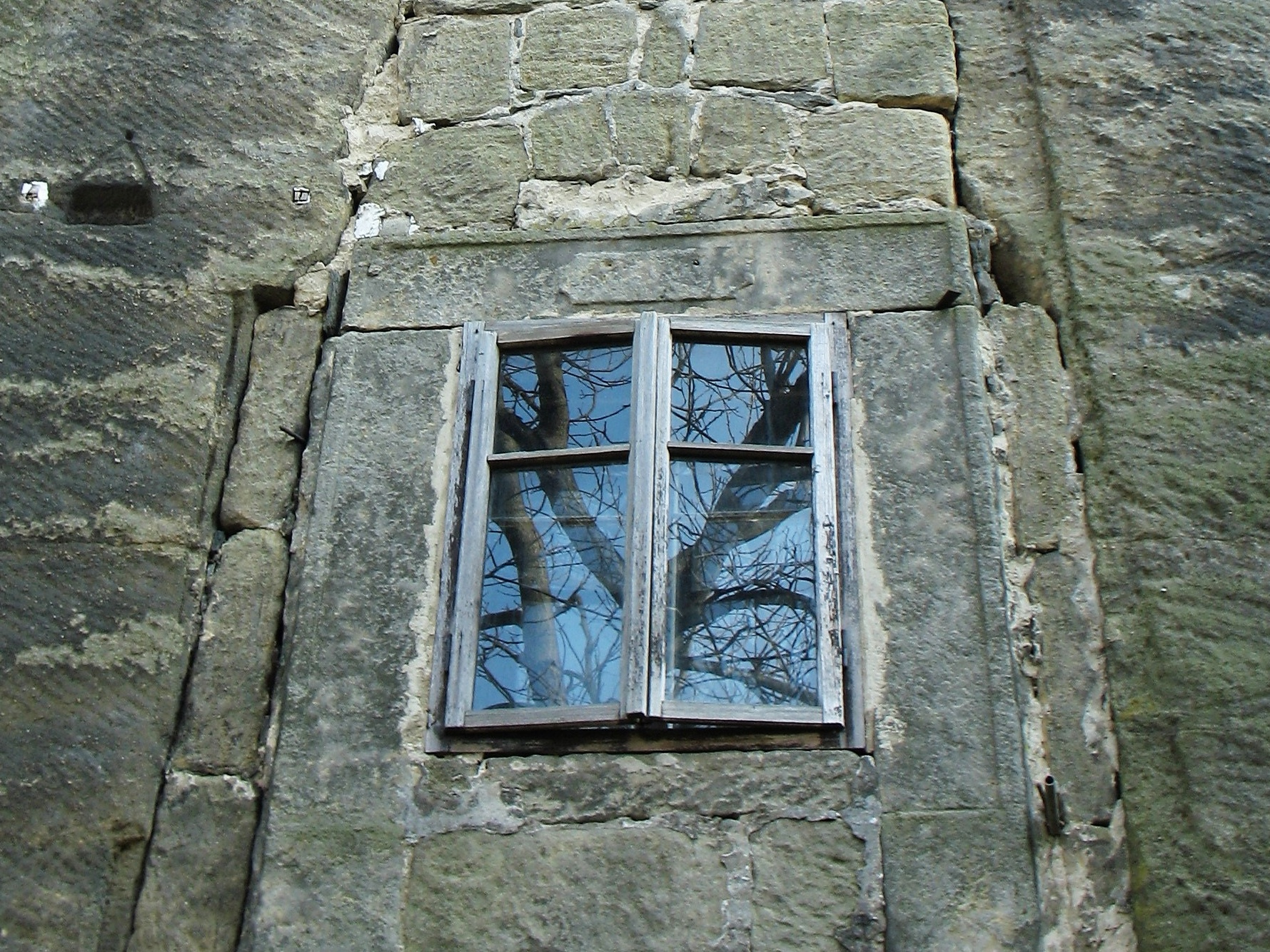
Okno na místě zazděného vstupu
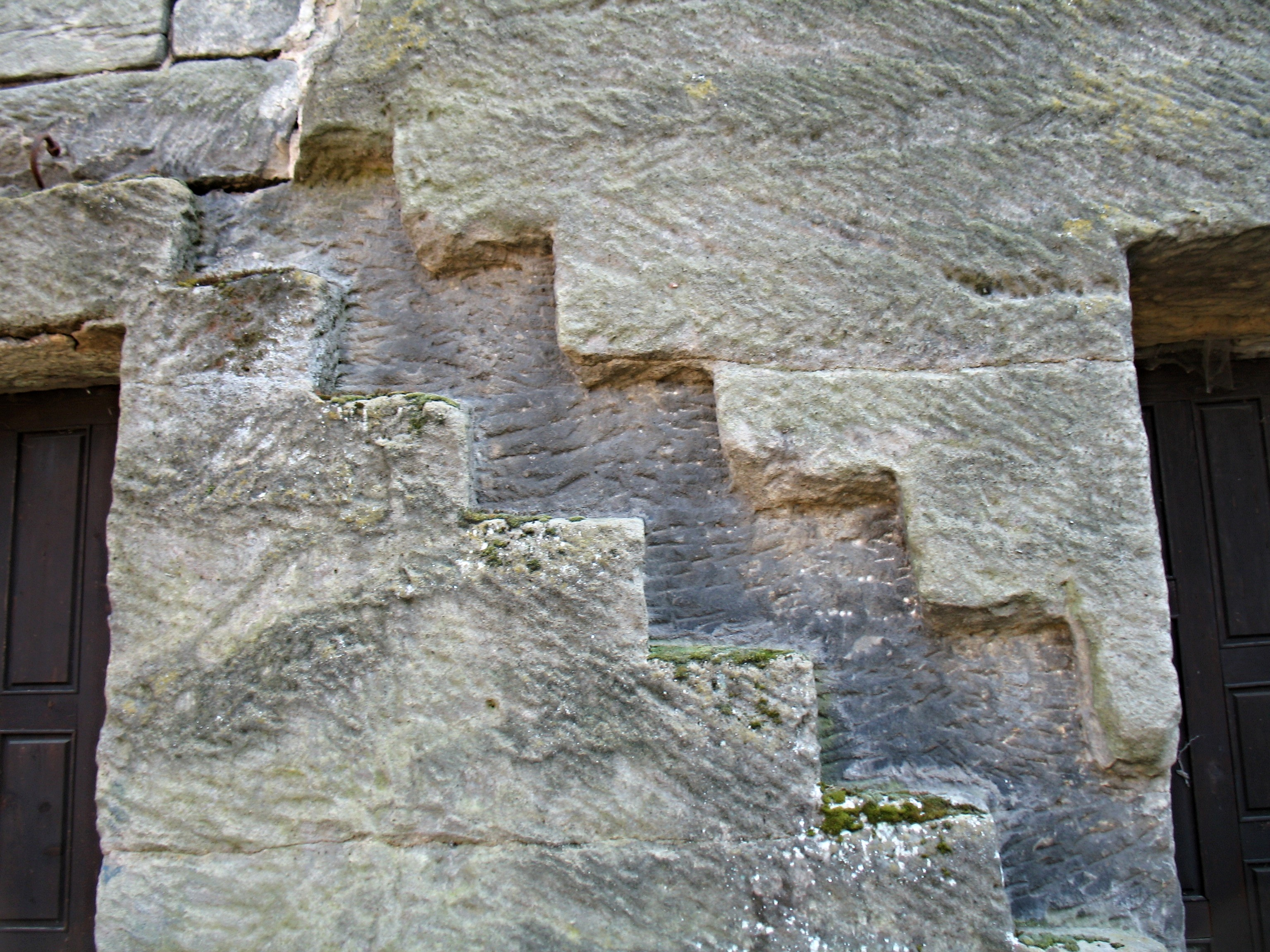
Stopy bývalého schodiště do 1. poschodí
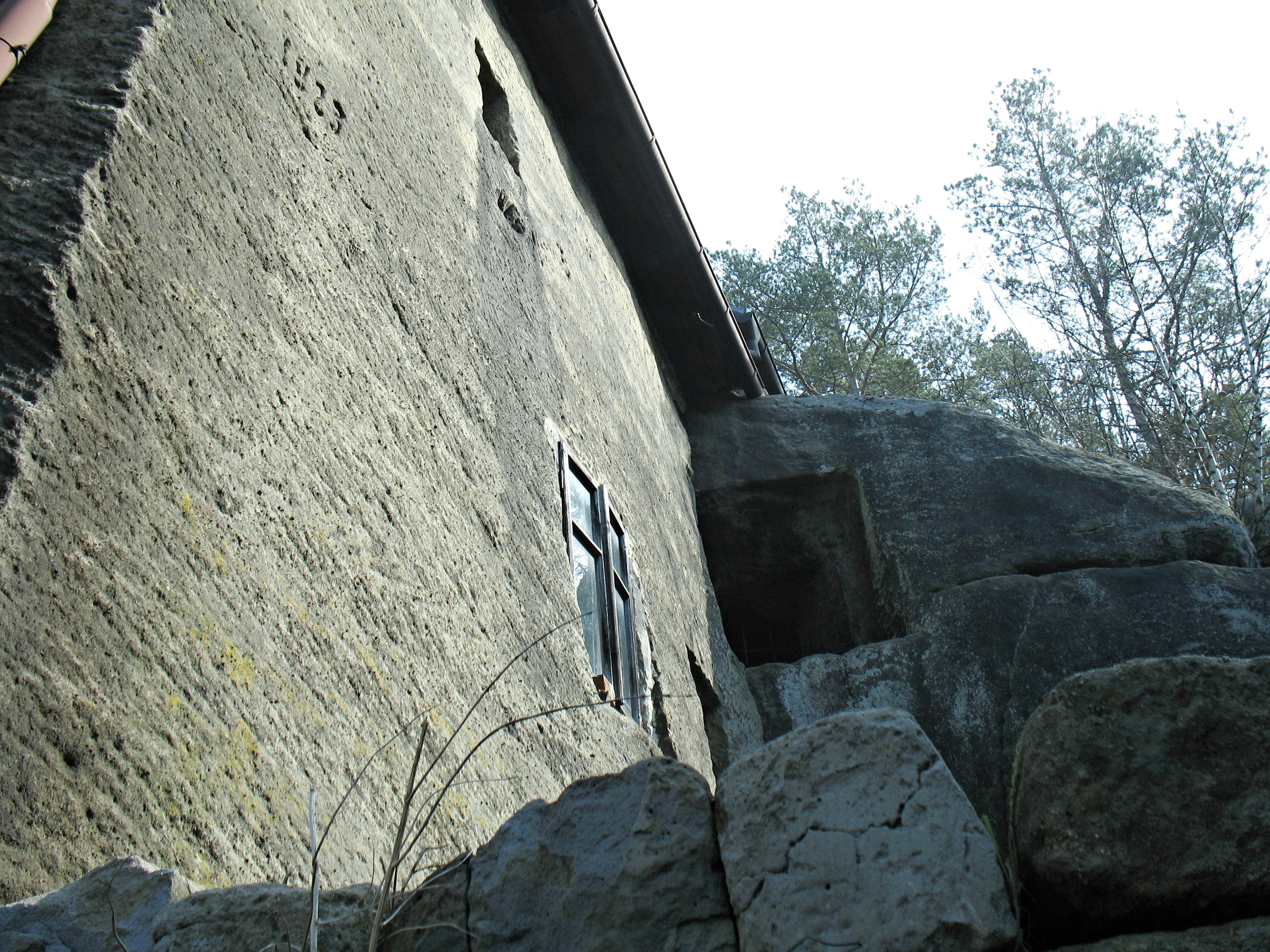
Jižní stěna ve skále
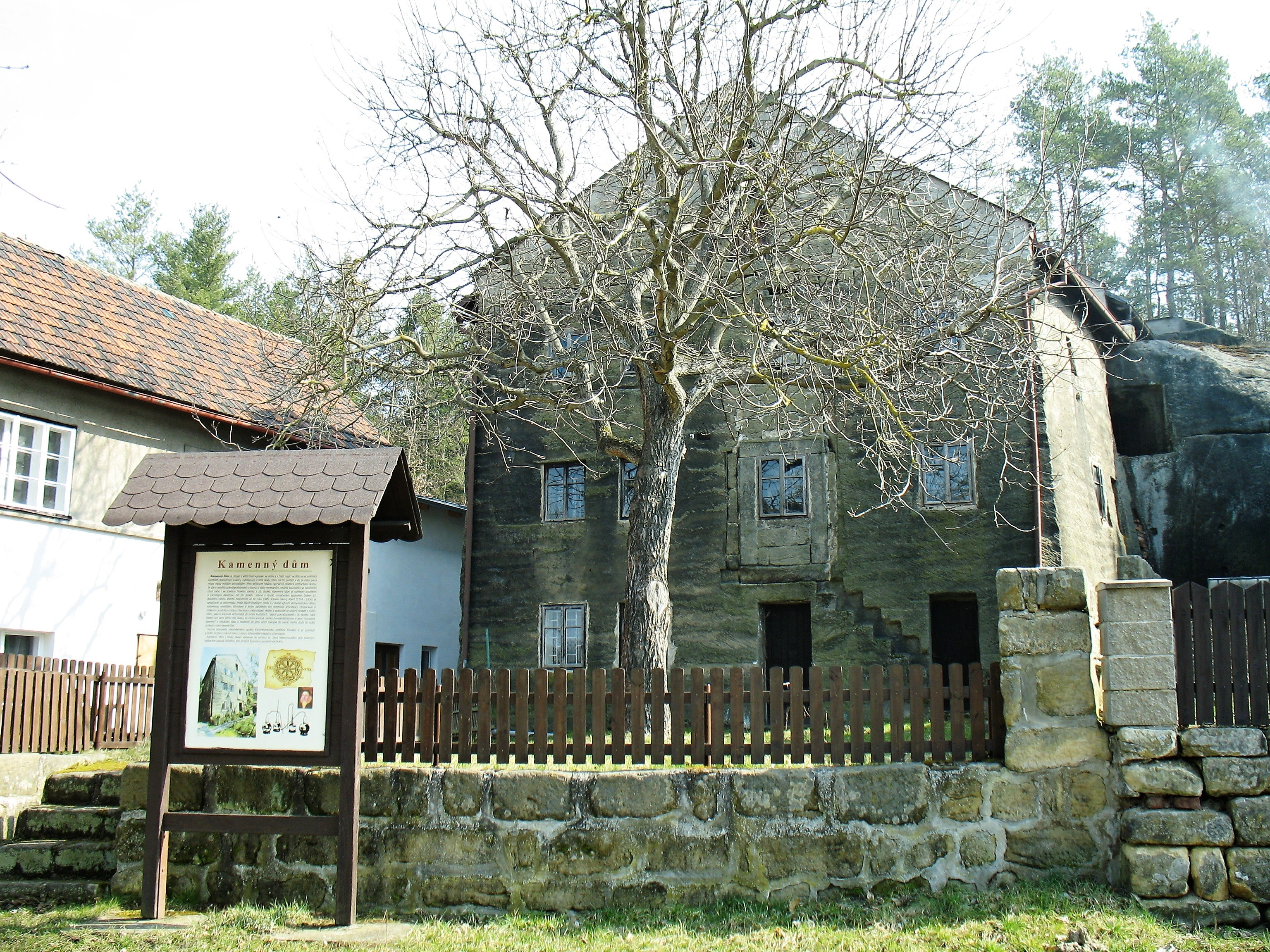
Pohled z ulice